# Domingo Fernández Vinjoy
Domingo Fernández-Vinjoy i Pérez de Trío (Castropol, 12 de maig de 1828 - Oviedo, 11 d'abril de 1897) Religiós i filantrop catòlic asturià, fundador de la Fundació Pare Vinjoy. Membre d'una família hidalga de llauradors, es va traslladar de nen a Oviedo. D'Oviedo es va anar a Madrid amb uns traginers, on va ser depenent d'un comerç i servent d'una família acabalada, professió que li va portar fins a França, on tenia un germà treballant en un col·legi de secundària. A França es va conrear i va estudiar.
Posteriorment tornaria a Espanya sent majordom del bisbe d'Astorga, Fernando Argüelles Miranda, sent en Astorga on es va ordenar sacerdot. Temps després va ser designat sagristà major de la Catedral d'Oviedo, deixant aquest càrrec per crear en 1876 un asil d'orfes en la seva pròpia llar, al com es dedicaria fins a la seva mort en 1897. El canonge de la Catedral, José Sarri, li va concedir fons i un terreny en El Fresno, i a més, va aconseguir reunir més fons procedents del romanent del Batalló del Principat, combatent en la Guerra de Cuba. No obstante, no seria fins a 1906 quan l'asil s'inaugurés en l'esmentat terreny sota l'àlies de Fundació Vinjoy, el qual comptava amb una capacitat per a cent nens. En 1917 les seves restes mortals van ser traslladats de l'Església de Sant Pere dels Arcs a la Catedral.
L'Ajuntament d'Oviedo va rendir un homenatge a Domingo Fernánez Vinjoy al setembre de 1950, inaugurant un bust d'aquest, en la porta de l'edifici on es trobava la Fundació creada per ell; bust que va ser traslladat a principis del segle XX a l'edifici del Crist. L'any 2000, va ser traslladat com les instal·lacions de l'asil a l'Avinguda dels Monuments, al costat de la Muntanya Naranco. L'escultura, que està feta en bronze, és obra de Covadonga Romero Rodríguez. El 2010 l'Ajuntament de Castropol li va rendir un calorós homenatge, i es va editar el llibre Vinjoy, la seva vida i la seva obra. A més, a l'església del poble es va descobrir una placa que recorda la seva gran beneficència. Va ser retratat també per Augusto Junquera, en un llenç propietat de Cajastur, que porta per títol Ensenyar al que no sap. A més d'això, se li concedí el seu nom a un carrer a Oviedo.